# Afferden
Afferden é uma cidade pertencente ao município de Druten, na província de Guéldria, nos Países Baixos, estando  situada a 10 km, a noroeste de Wijchen.
Sua área urbana é de 0.22 km², possuindo 304 residências e uma estimativa de 787 habitantes em 2001. Sua área total, que  inclui as partes periféricas da cidade, bem como a zona rural circundante, tem uma população estimada em 1.620 habitantes.